# 煉瓦倉庫レストラン街

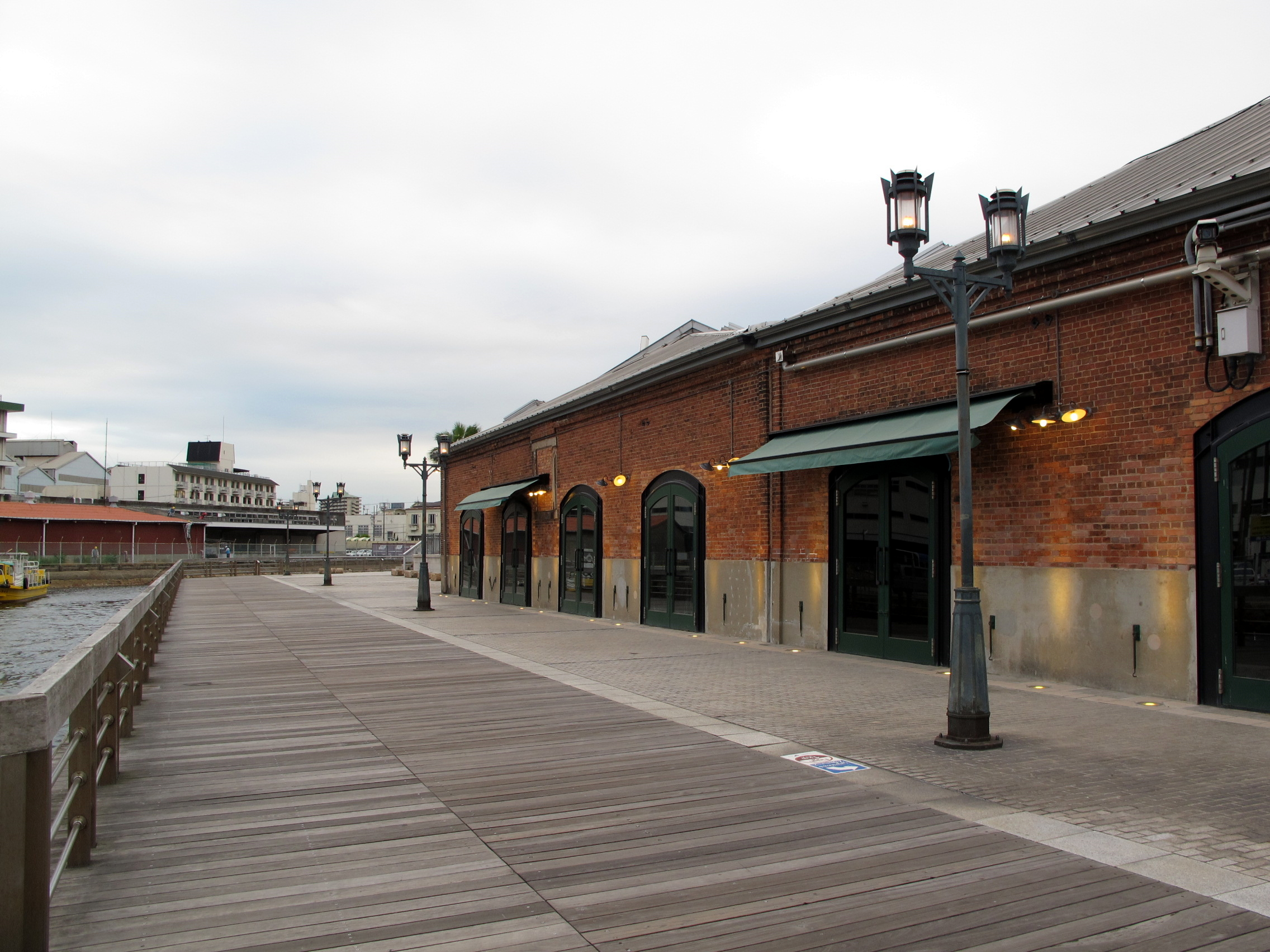
海側

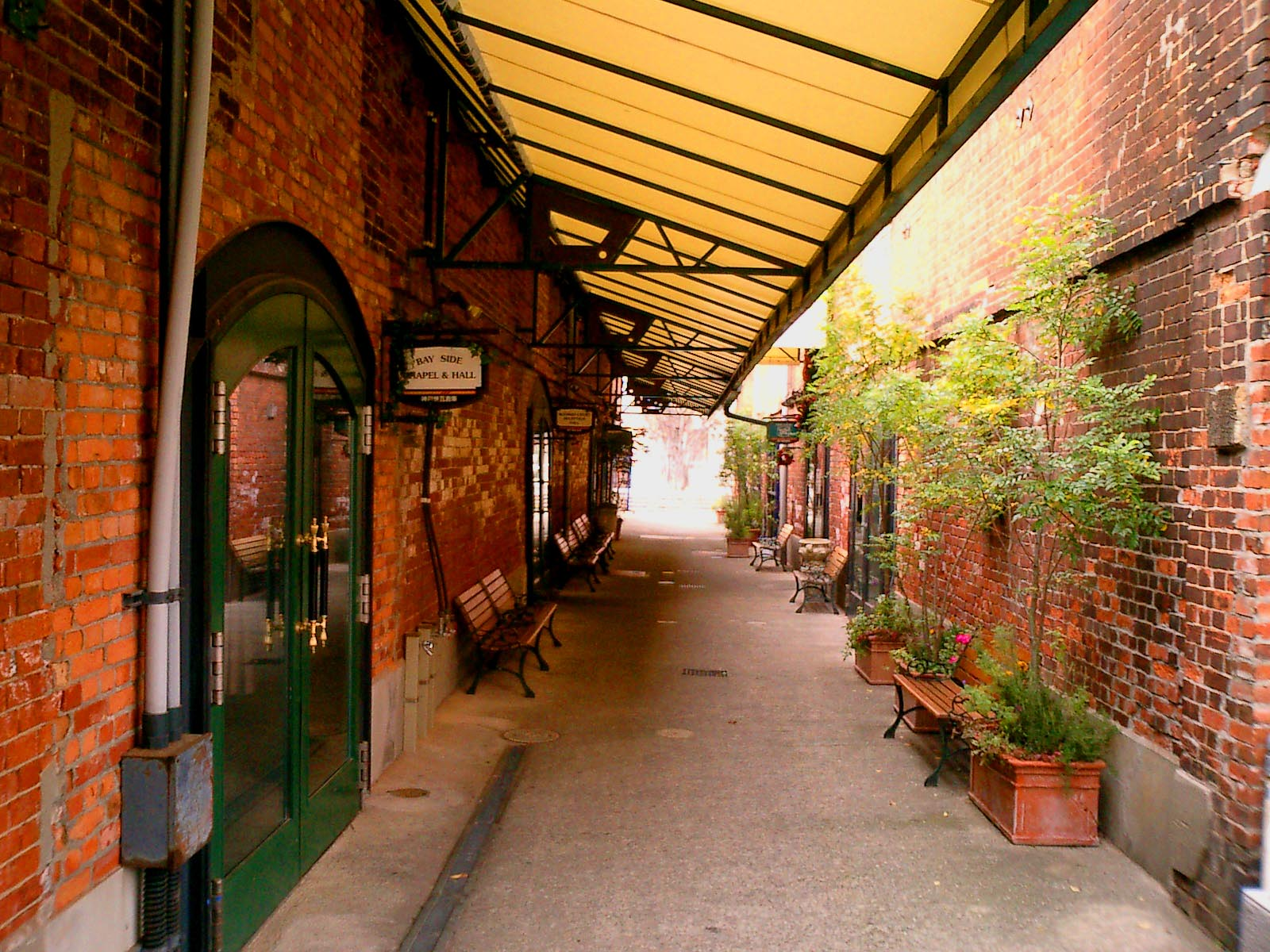
入口

煉瓦倉庫レストラン街（れんがそうこレストランがい）は、神戸港にある明治時代の赤レンガ倉庫2棟を再利用したレストラン施設である。オープンは1992年（平成4年）。

## 概要
この3棟のレンガ倉庫は1898年（明治31年）に日本貿易倉庫が建設したものといわれている。
ハーバーランド事業でこれらを商業利用するというアイデアは計画時から注目され、これを嚆矢として日本各地で古いレンガ倉庫の再利用が始まった。
ハーバーランド完成（1992年（平成4年））に合わせて旧神戸港信号所から煉瓦倉庫レストラン街横の船着場まで海沿いに板張りのハーバーウォーク（ボードウォーク）が整備され、倉庫建物は夜間ライトアップされるようになり、港の雰囲気を盛り上げている。

## 店舗一覧
- 創作料理「KURA蔵」
- ベーカリーレストラン「セントラルデリグリル」
- スパゲティレストラン「オールドスパゲティファクトリー」
- ブライダルサロン「ハーバーブレスドコート」
- フォトスタジオ「スタジオアーク」

レストランのほかに文具店や、イベントスペースの「K-wave」（2016年12月オープン）などの施設がある。

## 付帯施設
- 東側公開広場他（約2,800平方メートル）
- 煉瓦倉庫西広場（約1,300平方メートル）
- 駐車場（約700平方メートル、23台分）
- 東広場（約475平方メートル）
- エントランス広場（約200平方メートル）
- 共用設備スペース等（約180平方メートル）
- デッキ広場（約140平方メートル）

## 交通アクセス
- JR神戸線：神戸駅徒歩約8分
- 神戸市営地下鉄海岸線：ハーバーランド駅　徒歩約8分
- 神戸高速線（阪急・阪神）：高速神戸駅　徒歩約13分

## 周辺
- ハーバーウォーク、旧神戸港信号所、umie、神戸アンパンマンこどもミュージアム&モール、はねっこ広場
- コンチェルト（ミュージック・レストラン船）
- 川崎重工業神戸工場